# Carpates occidentales
Les Carpates occidentales (slovaque Západné Karpaty, Tchèque Západní Karpaty, polonais Karpaty Zachodnie, hongrois Nyugati Kárpátok, allemand Westkarpaten) constituent la partie occidentale de la chaîne de montagnes des Carpates sur les territoires de l'Autriche, de la Hongrie, de la Slovaquie et de la Pologne.

## Géographie

### Situation
Les Carpates occidentales se divisent en Carpates extérieures et intérieures et s'étendent sur les territoires de la Slovaquie, de l'Autriche, de la Tchéquie (Moravie), de la Pologne et de la Hongrie. La superficie des Carpates occidentales s'élève à environ 70 000 km2. La frontière entre les Carpates occidentales et les Carpates orientales se situe au col de Dukla en Slovaquie entre les localités de Bardejov et de Michalovce. Au sud-ouest, le bassin de Vienne sépare les Carpates occidentales des Alpes. Au nord-ouest, la dépression où naît le fleuve Oder sépare les Carpates occidentales des monts des Sudètes.
À l'Est de l'Europe, les Carpates occidentales constituent la grande ligne de partage des eaux entre la mer Noire, où se jette le Danube, et la mer Baltique, où se jettent l'Oder et la Vistule. Au nord, les bassins hydrographiques de l'Oder et la Vistule sont issus des flancs des Carpates occidentales. Au sud, le bassin du Danube est constitué par divers affluents qui ont leur source dans les Carpates occidentales et qui traversent ensuite la plaine hongroise.
Les Hautes Tatras, à cheval sur la Pologne et la Slovaquie, sont le massif de plus élevé des Carpates occidentales, concentrant une série de sommets de plus de 2 600 m. Le sommet le plus élevé des Carpates occidentales (et de la toute la chaîne des Carpates) se situe ainsi au Gerlachovský štít (ou pic Gerlach) en Slovaquie qui culmine à 2 654 mètres d'altitude.
De nombreux cols permettent le passage entre la plaine de Pannonie et le Nord-Est de l'Europe ainsi qu'à l'intérieur des massifs des Carpates occidentales dont le col Čertovica (1 235 m), le col Soroška ou Jablonovské sedlo (535 m) en Slovaquie, le Kurovské sedlo (683 m) à la frontière slovaco-polonaise et le col de Lyský priesmyk (528 m) à la frontière tchéco-slovaque.
Il existe quatre lacs de barrage dans les Carpates occidentales : le lac Ružín, dans les basses Tatras en Slovaquie, le lac Liptovská Mara dans le Nord de Slovaquie, le lac Veľká Domaša dans les Basses Beskides et le lac Zemplínska šírava dans l'Est de la Slovaquie.

### Subdivisions

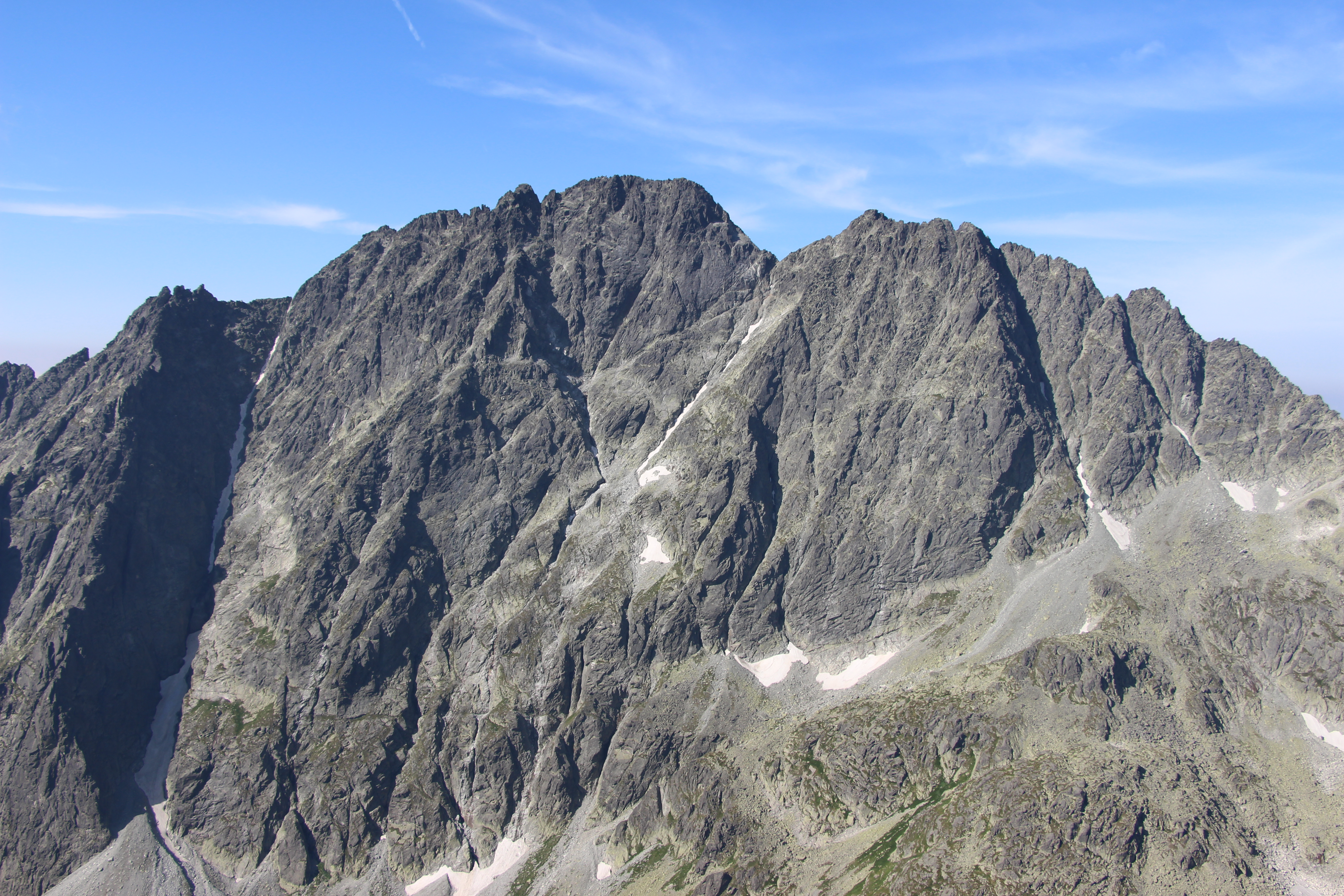
Vue du Gerlachovský štít, point culminant des Carpates occidentales.

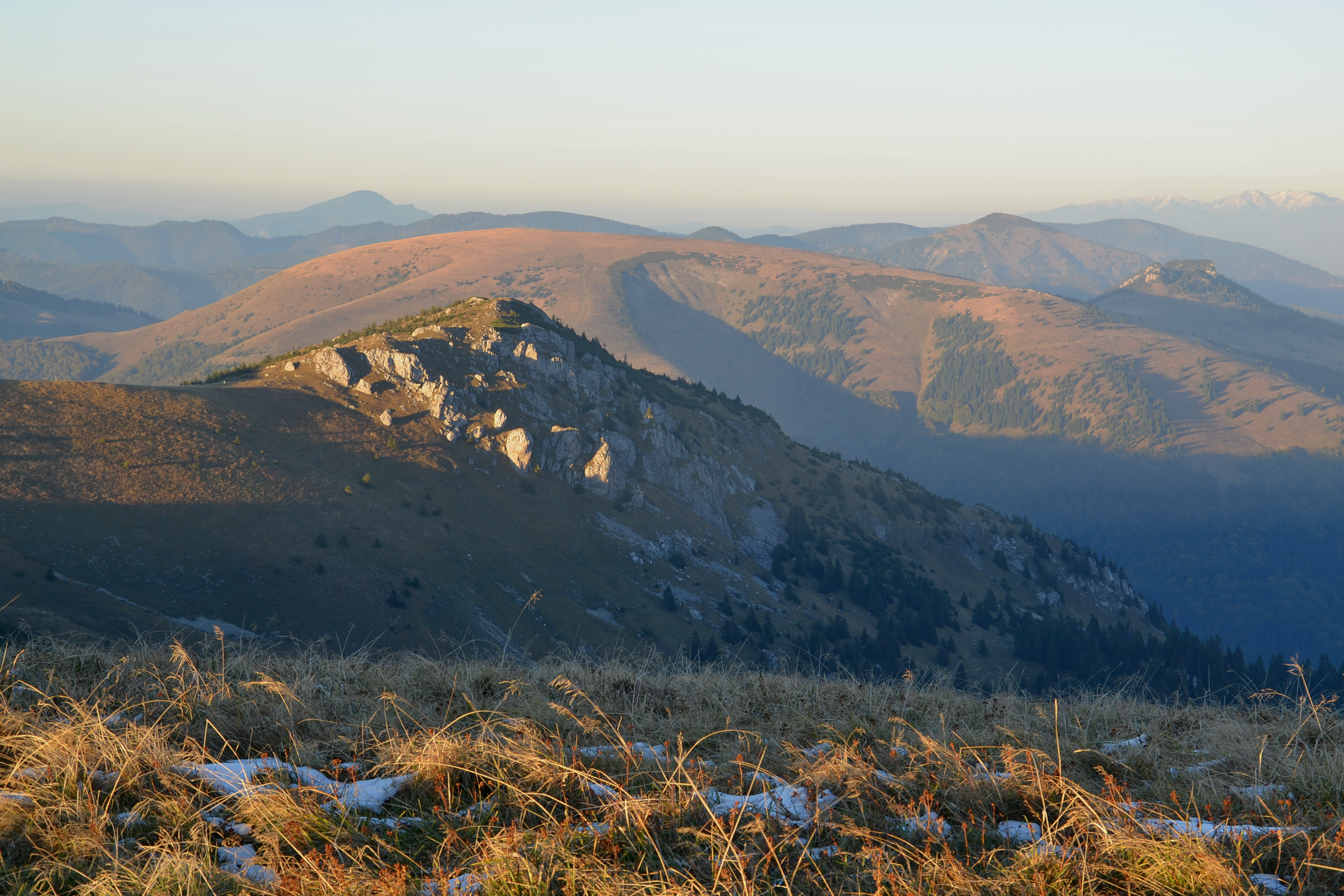
Vue du massif de Grande Fatra.

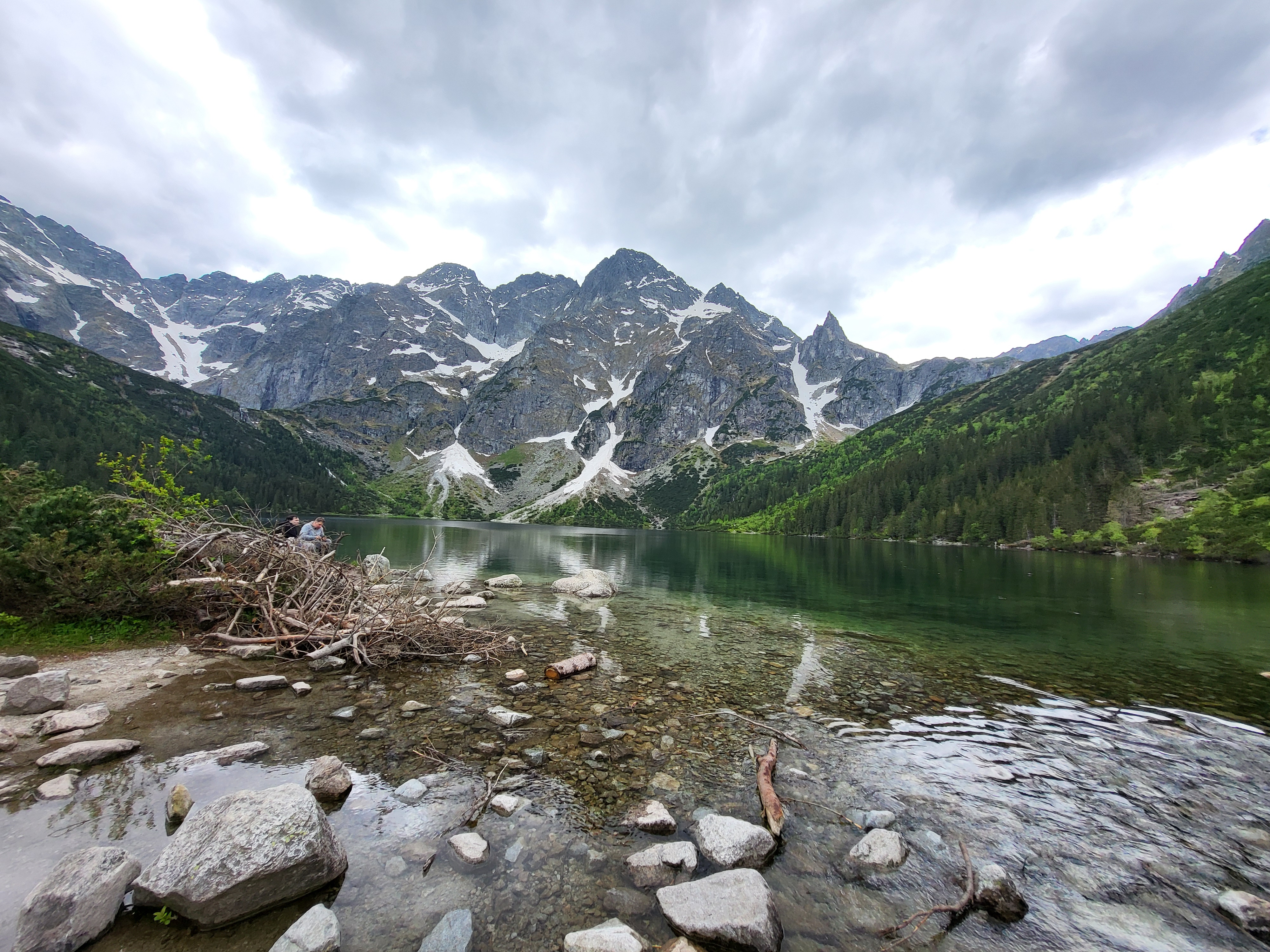
Lac Morskie Oko, dans les Hautes Tatras.

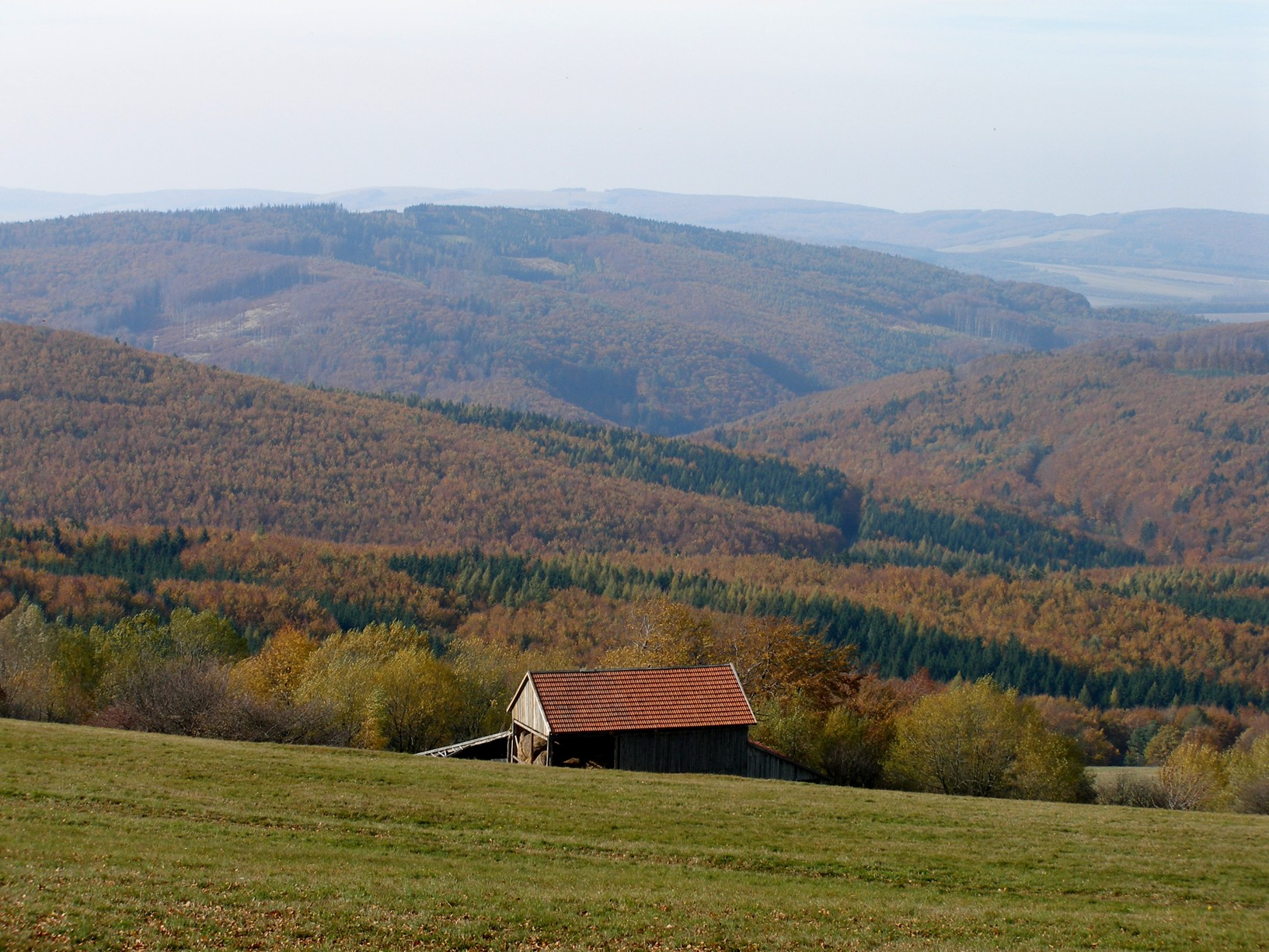
Vue des Carpates blanches.

Parmi les principaux massifs montagneux, figurent :
- les Carpates occidentales extérieures :
  - les Beskides :
    - Piénines (Pologne/Slovaquie),
    - Gorce (Pologne),
    - Beskides moravo-silésiennes (Tchéquie/Slovaquie),

  - les Carpates blanches (Tchéquie/Slovaquie),
  - les monts de Levoča (nord de la Slovaquie),
  - les monts Javorník (Tchéquie/Slovaquie) ;
- les Carpates occidentales intérieures :
  - la Grande Fatra (Nord-Ouest de la Slovaquie),
  - la Petite Fatra (Nord-Ouest de la Slovaquie),
  - monts de Strážov (Ouest de la Slovaquie).
  - les monts Kremnica (centre de la Slovaquie),
  - les monts Štiavnica (centre de la Slovaquie),
  - les monts Branisko (centre-Est de la Slovaquie),
  - les Tatras (Pologne/Slovaquie) :
    - Tatras orientales : 
      - Hautes Tatras,
      - Belianske Tatras,

    - Tatras occidentales,

  - les Basses Tatras (Slovaquie),
  - les monts Métallifères slovaques :
    - monts Vepor (Slovaquie),
    - montagne Noire (Slovaquie),
    - monts de Volovec (Est de la Slovaquie),

  - les monts Vtáčnik (Slovaquie centrale),
  - les monts Tribeč (Slovaquie centrale),
  - les Petites Carpates (Slovaquie/Autriche),
  - le massif du Nord :
    - monts Mátra (Nord-Est de la Hongrie),
    - massif de Zemplén (Nord-Est de la Hongrie),
    - Cserhát (Nord de la Hongrie),
    - Bükk (Nord de la Hongrie),
    - Börzsöny (frontière Hongrie-Slovaquie),
    - monts de Slanec (Est de la Slovaquie).

### Géologie
Les Carpates occidentales se sont formées au cours de l'orogenèse alpine, leur surrection ayant commencé au début du Cénozoïque lorsque la tectonique des plaques a rapproché les plaques africaine et eurasienne, fermant progressivement l'océan Téthysien qui les séparait auparavant. Dans ce contexte, les microplaques pannonique (sous le bassin du moyen-Danube), moesique (sous le bassin du bas-Danube) et sarmatique (au nord du bassin pontique) ont été compressées les unes contre les autres, faisant s'élever entre elles les sédiments marins.
Lors des phases glaciaires et inter-glaciaires qui se sont succédé durant les deux derniers millions d'années, de grandes masses d'eau de fonte ont rempli le bassin Pannonique (actuelle Hongrie orientale) et Pontique (actuelle mer Noire), puis les eaux du premier sont passées dans le second à travers le défilé des Portes de Fer et, à la fin de la dernière phase glaciaire, les eaux de la Méditerranée ont envahi à travers le Bosphore le bassin Pontique, transformant le lac en mer saumâtre (la mer Noire). Le travail de l'érosion a alors donné aux Carpates occidentales leur géomorphologie actuelle et creusé la plupart des gorges aujourd'hui encore existantes.
Les Carpates extérieures (de Vienne, à travers la Moravie, le long de la frontière polono-tchéco-slovaque, à travers l'Ouest de l'Ukraine, et finissant au nord de Bucarest) sont composées de flysch. On y trouve beaucoup de nappes de charriage, telles que la nappe de Skole et la nappe de Magura dans sa partie orientale, et la nappe silésienne ou la nappe de Targau dans sa partie occidentale. Ces deux zones sont séparées par la dépression centrale carpatique.
Les Carpates sont composées de systèmes géologiques parallèles. Les Carpates intérieures sont composées de plusieurs ensembles, dont le bloc central slovaque à l'ouest qui est séparé en différents massifs montagneux par divers bassins remplis de rochers tertiaires plus jeunes. Les monts Métallifères de Slovaquie sont riches en gisements d'or, d'argent, de fer, de manganèse, de cuivre, et d'antimoine qui ont fait l'objet d'une exploitation minière.

## Protection environnementale
Les forêts d'altitude des Carpates forment une écorégion terrestre définie par le Fonds mondial pour la nature (WWF), qui appartient au biome des forêts de conifères tempérées de l'écozone paléarctique. Elle recouvre la chaîne des Carpates qui s'étend de la frontière orientale tchèque jusqu'aux Portes de Fer du Danube en Roumanie, à travers la Slovaquie, la Pologne et l'Ukraine. Ces forêts abritent la plus grande population d'ours bruns, de loups et de lynx de toute l'Europe, ainsi qu'un tiers des espèces végétales du continent.

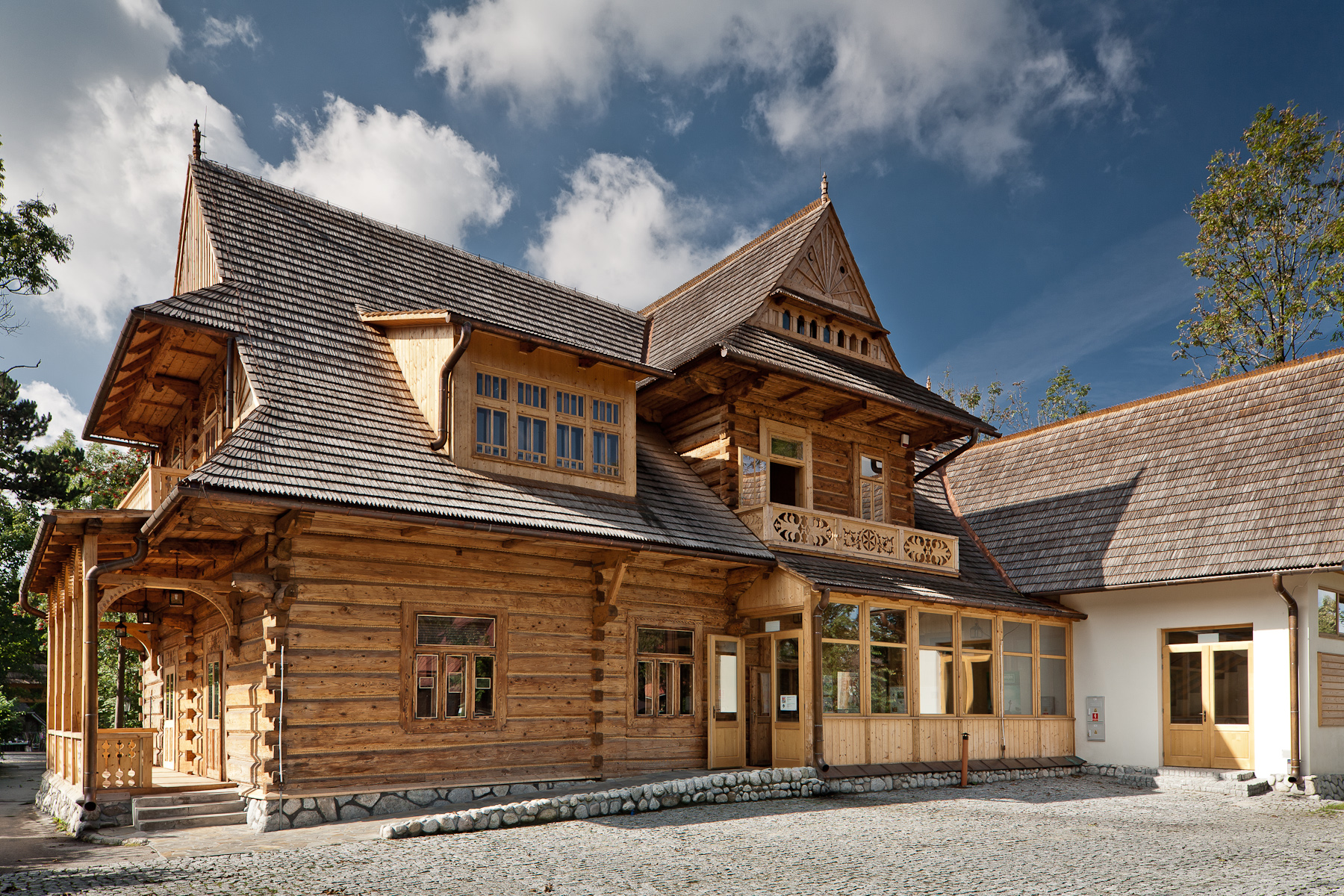
Maison traditionnelle à Zakopane.

Une série de parcs nationaux et naturels protègent la faune et la flore :
- parc national de Babia Góra (Pologne) ;
- parc national de Gorce (Pologne) ;
- parc national des Piénines (Pologne) ;
- parc national des Tatras polonaises ;
- parc national des Tatras slovaques ;
- parc national des Basses Tatras (Slovaquie) ;
- parc national des Piénines (Slovaquie) ;
- parc national du Paradis slovaque ;
- parc national du karst de Slovaquie ;
- parc national de Muránska planina (Slovaquie) ;
- parc national Veľká Fatra (Slovaqiue) ;
- parc national Malá Fatra (Slovaquie) ;
- parc national de Bükk (Hongrie) ;
- parc naturel Havešová  (Nord-Est de la Slovaquie).

## Tourisme
On trouve dans les Carpates occidentales plusieurs stations de ski :
- en Slovaquie :
  - Jasná,
  - Tatranská Lomnica,
  - Donovaly,
  - Veľká Rača ;
- en Pologne (essentiellement autour de la ville de Zakopane) :
  - Kasprowy Wierch,
  - Gubałówka,
  - Polana Szymoszkowa.